# 22157 Bryanhoran
22157 Bryanhoran este un asteroid din centura principală de asteroizi.

## Descriere
22157 Bryanhoran este un asteroid din centura principală de asteroizi. A fost descoperit pe 21 noiembrie 2000 la Socorro, New Mexico, în cadrul proiectului LINEAR. Asteroidul prezintă o orbită caracterizată de o semiaxă mare de 3,13 ua, o excentricitate de 0,11 și o înclinație de 0,4° în raport cu ecliptica.